# Římskokatolická farnost Třešť
Římskokatolická farnost Třešť je územní společenství římských katolíků s farním kostelem svatého Martina v děkanství jihlavském.

## Farní kostely a kaple
Farní kostel svatého Martina
Nejstarší architektonickou památkou ve městě je farní kostel sv. Martina. Byl založen ve 13. století, dostavěn ve druhé polovině 15. století a později barokně upraven. V 18. století se na vystavění nové kruchty, jižní sakristie a panské oratoře podílel místní zednický mistr Jakub Lysý. Zajímavým prvkem je gotický náhrobek Jana z Hodic, renesanční náhrobek Kryštofa Vencelíka a pozdně gotická kamenná kazatelna.
Filiální kostel svaté Kateřiny Sienské
Filiální chrám sv. Kateřiny Sienské byl založen v 16. století, v době, kdy Třešť patřila Vencelíkům, jako luteránský kostel. V 18. století bylo přestavěno kněžiště, vnitřní zařízení v 19. století vyhořelo a následně bylo obnoveno (1842). Uvnitř chrámu je umístěn pozdně renesanční náhrobek J. V. Vencelíka z Vrchovišť z roku 1606 a na vnější zdi chrámu se nachází náhrobek neznámého rytíře s erbem polovičního lva.
Kaple sv. Martina v Jezdovicích
Kaple Nanebevzetí Panny Marie v Salavicích

## Duchovní správci
- František Komárek (5. 10. 1833 – 5. 1. 1891), farář v Třešti, děkan jihlavský

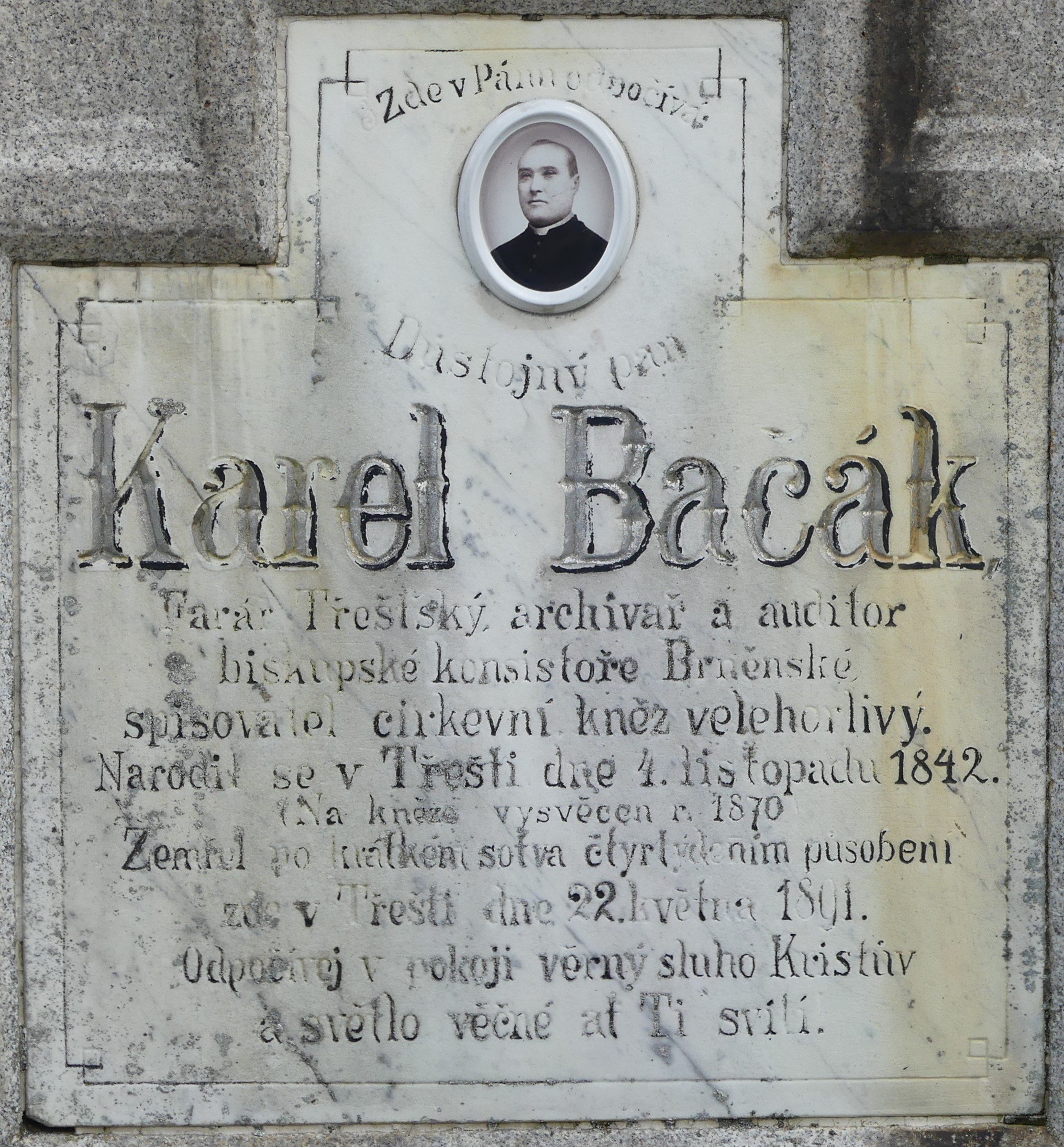
Karel Bacák (1842–1891)

- Karel Bacák (4. 11. 1842 – 22. 1. 1891), farář v Třešti

- Jan Mrázek (6. 6. 1846 – 1. 3. 1935), děkan a farář v Třešti

Na webové stránce farnosti je přehled duchovních správců ve druhé polovině 20. století. Mezi ně patřil mj. Pavel Posád, farář v letech 1989 až 1990. Do roku 1981 působili v Třešti vždy farář a farní vikář (kaplan), od tohoto roku zde působí pouze farář. Od října 2010 zde byl farářem P. Mgr. Tomáš Caha. S platností od srpna 2018 byl ve farnosti ustanoven administrátorem P. ThLic. Damián Jiří Škoda, OP. Od července 2021 zde byl ustanoven farář P. Hynek Šmerda. Dne 1. srpna 2022 se stal administrátorem farnosti P. Martin Mokrý, který je od 1. srpna 2025 zdejším farářem.

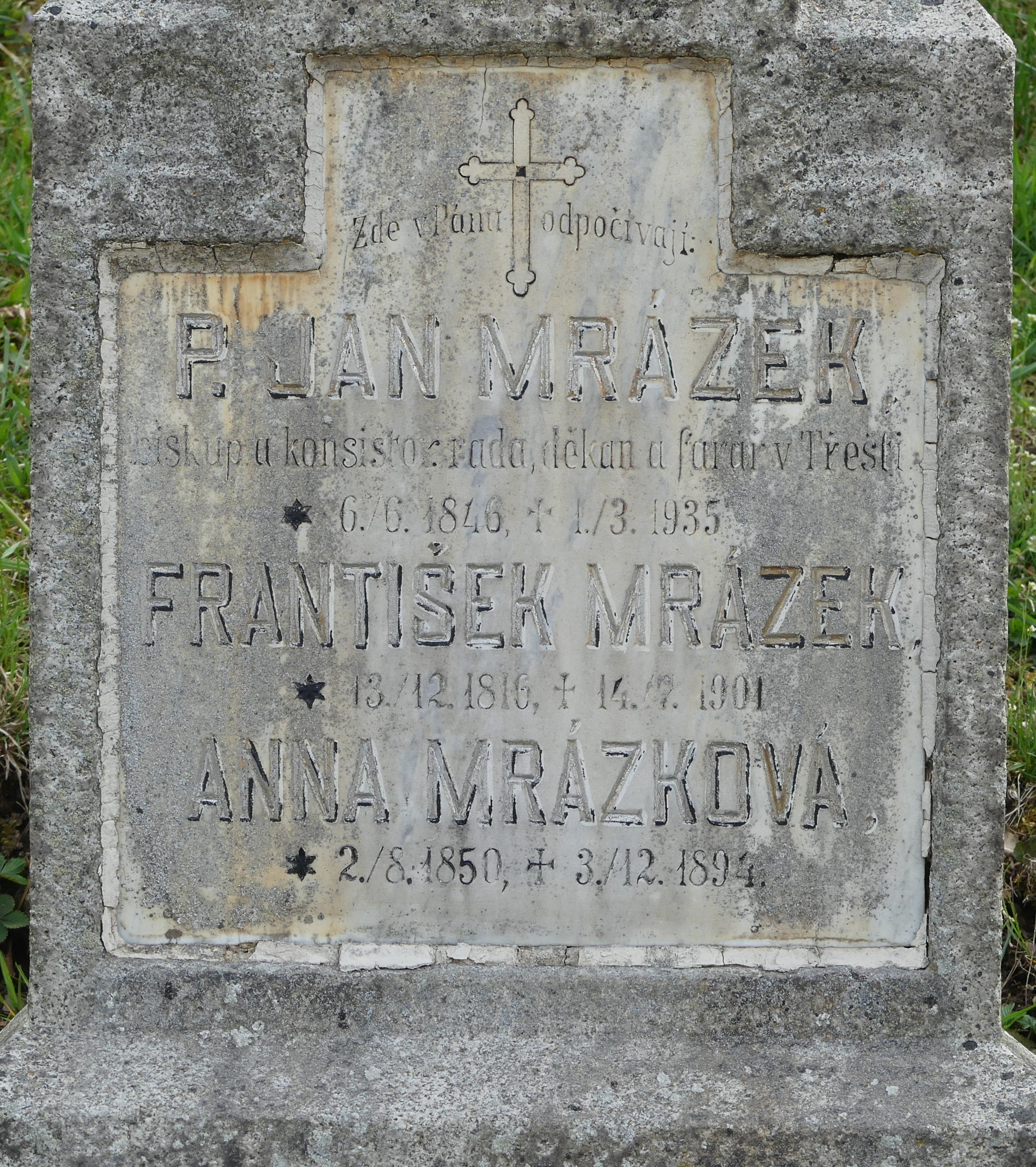
Jan Mrázek (1846–1935)

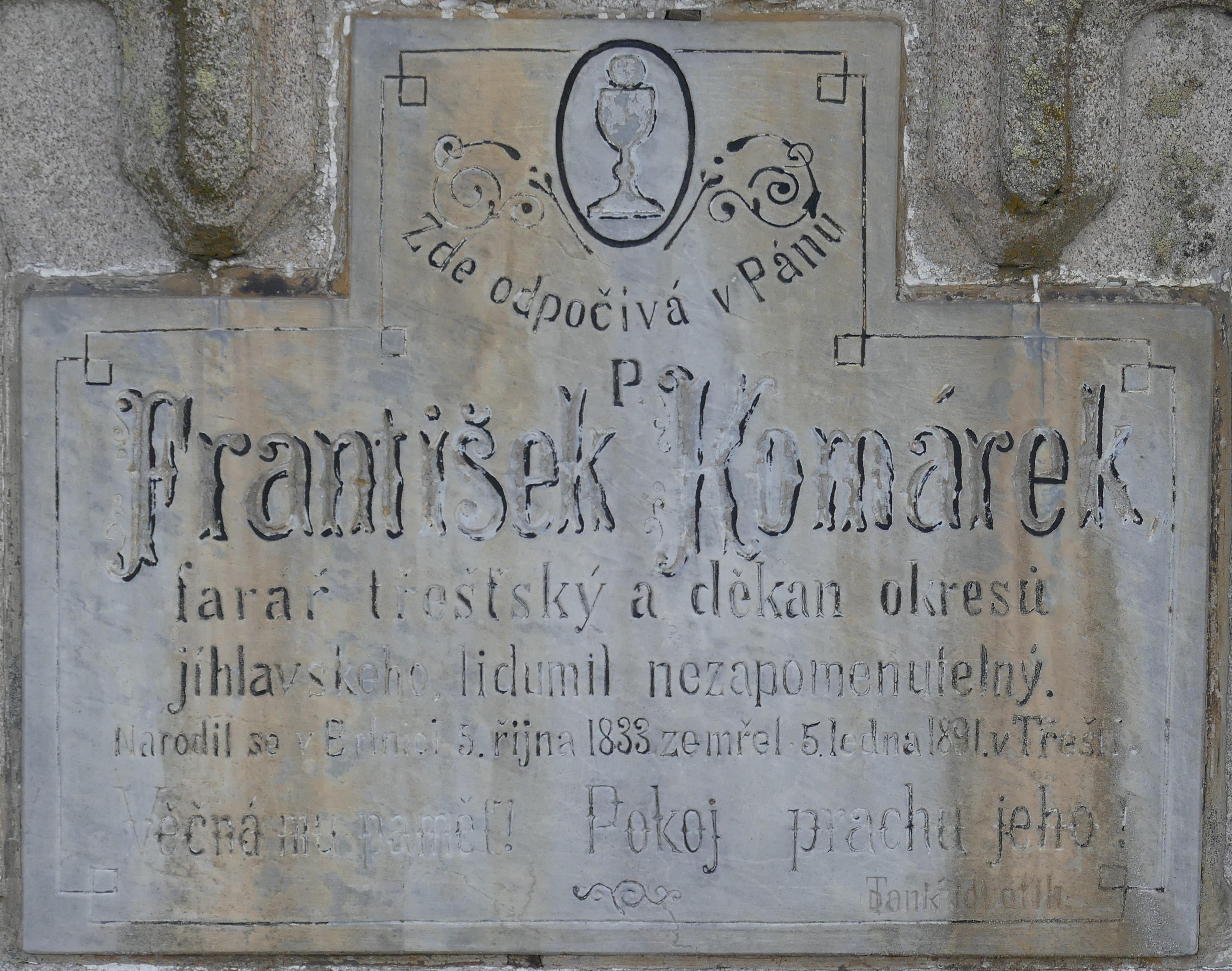
František Komárek (1833–1891)

## Bohoslužby
| Kostel                 | Místo     | Bohoslužba (den)           | Hodina            | Poznámka        |
| ---------------------- | --------- | -------------------------- | ----------------- | --------------- |
| svatého Martina        | Třešť     | neděle                     | 8.00              | farní kostel    |
| svaté Kateřiny Sienské | Třešť     | neděle středa pátek        | 18.00 18.00 18.00 | filiální kostel |
| svatého Martina        | Jezdovice | první/druhé úterý v měsíci | 18.00             | kaple           |

## Aktivity ve farnosti
Dnem vzájemných modliteb farností za bohoslovce a bohoslovců za farnosti brněnské diecéze je 8. únor. Adorační den připadá na 8. září.
Pravidelně při bohoslužbách vystupuje farní sbor a schola. Výuka náboženství se koná na faře. Ministranti se mimo služby při bohoslužbách setkávají také na ministrantských schůzkách. Pravidelně se schází společenství mládeže, rodin i seniorů. Farnost vydává šestkát ročně časopis Věžník.
Farnost je známa svými betlémy, které mají v Třešti tradici sahající do začátku devatenáctého století.
Každoročně se zde koná tříkrálová sbírka, v roce 2015 se v Třešti a okolí vybralo 126 985 korun. V roce 2017 dosáhl výtěžek sbírky 160 137 korun.